# Christy Bonevacia
Christy Bonevacia (Willemstad, 25 december 1985) is een Nederlands-Curaçaos voetballer die als verdedigende middenvelder speelt. Hij speelde onder meer voor AZ, FC Emmen, Haarlem en diverse nationale jeugdelftallen.

## Clubvoetbal

### AZ
Bonevacia begon zijn voetballoopbaan bij AZ, waar hij speelde onder de trainer Co Adriaanse. Spelend onder de naam Janga, speelde hij één duel in de competitie en speelde ook nog even mee in de verloren halve finale van de UEFA Cup tegen Sporting Portugal. Hij wist echter bij AZ niet door te breken. Hij koos voor een overgang naar FC Emmen.

### FC Emmen
Bij FC Emmen neemt Janga de achternaam "Bonevacia" aan van zijn biologische vader, nadat deze hem erkende. Na twee seizoenen waarin hij veel speelminuten kreeg, werd halverwege het seizoen 2007/2008 de speler verteld dat hij waarschijnlijk moest rekenen op een reserverol. Op basis van dit gesprek werd in goed overleg het contract van Bonevacia verbroken en vertrok hij op amateurbasis naar Haarlem.

### Haarlem
Bonevacia komt de rest van het seizoen op amateurbasis uit voor Haarlem.

### Spakenburg
Nadat zijn contract bij Haarlem afliep, trainde de transfervrije Bonevacia tijdens de voorbereidingen van het seizoen 2008/2009 mee bij Spakenburg om zijn conditie op peil te houden. Bonevacia probeerde tot 31 augustus 2008 een Nederlandse of buitenlandse betaalde club te vinden, maar omdat concrete belangstelling uitbleef tekende hij bij de Hoofdklasser. Hier zal hij voetballen onder trainer Ton du Chatinier.

## Interlands

### Nederland -19
Spelend onder de naam Janga kwam Bonevacia tijdens zijn periode als AZ-speler meerdere malen uit voor het Nederlands voetbalelftal onder de 19 jaar, waar hij ook aanvoerder was.

### Nederlandse Antillen
Hoewel Bonevacia in het verleden uitkwam voor Nederlandse jeugdelftallen, werd de Curaçaose voetballer in 2008 uitgenodigd door bondscoach Calvin Timmerman om zich aan te sluiten bij de voorselectie van het Nederlands-Antilliaans voetbalelftal. Ofschoon Bonevacia behoorde tot de 24-koppige voorselectie, werd hij meegenomen op de lijst voor de WK-kwalificatiewedstrijden tegen Nicaragua. Tot heden speelde de international dan ook nog geen interlands.

### Curaçao
In 2011 werd hij door de bondscoach Manuel Bilches opgeroepen voor het Curaçaos voetbalelftal en speelde in september twee Wereldbeker kwalificatieduels.

## Statistieken
| Seizoen                   | Club                      | Land                      | Competitie     | Wedstrijden | Goals |
| ------------------------- | ------------------------- | ------------------------- | -------------- | ----------- | ----- |
| 2003/04                   | AZ                        | Nederland                 | Eredivisie     | 1           | 0     |
| 2004/05                   | AZ                        | Nederland                 | Eredivisie     | 0           | 0     |
| 2005/06                   | FC Emmen                  | Nederland                 | Eerste Divisie | 32          | 0     |
| 2006/07                   | FC Emmen                  | Nederland                 | Eerste Divisie | 30          | 0     |
| 2007/08                   | FC Emmen                  | Nederland                 | Eerste Divisie | 18          | 0     |
|                           | Haarlem                   | Nederland                 | Eerste divisie | 13          | 0     |
| 2008/09                   | Spakenburg                | Nederland                 | Hoofdklasse    | 26          | 2     |
| Bijgewerkt tot 9 mei 2009 | Bijgewerkt tot 9 mei 2009 | Bijgewerkt tot 9 mei 2009 | Totaal         | 120         | 2     |